# Oligia nyctichroa
Oligia nyctichroa là một loài bướm đêm trong họ Noctuidae.